# Edificio Cines Plaza y Central

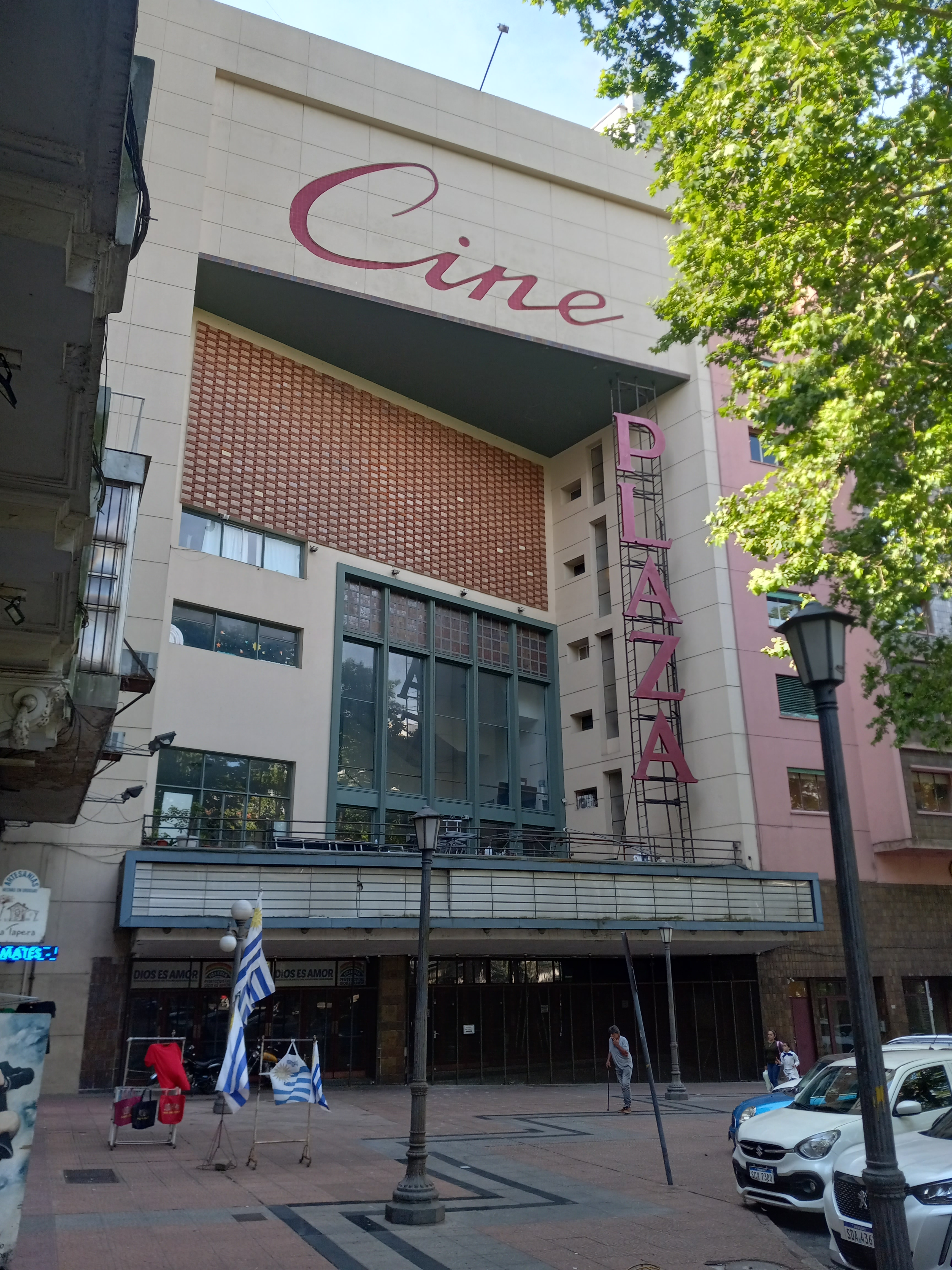
Edificio Cines Plaza y Central (Foto 2023)

Das Edificio Cines Plaza y Central ist ein Bauwerk in der uruguayischen Landeshauptstadt Montevideo.
Das nach einem 1949, nach anderen Quellen 1947, zu seiner Errichtung durchgeführten Wettbewerb 1953 bezogene Gebäude befindet sich im Barrio Centro an der Plaza de Cagancha 1129, Ecke Avenida Gral. Rondeau 1383. Für den Bau zeichnete Architekt Rafael Lorente Escudero verantwortlich. In der ursprünglichen Konzeption diente es als Wohn-Appartementhaus und Kino. Mittlerweile beherbergt es neben zwei Kinosälen, neun Wohnappartements, Einzelhandel, eine Confitería und ein Parkhaus.
Seit 1995 ist das Edificio Cines Plaza y Central als Bien de Interés Municipal klassifiziert.
Im Januar berichtet die Tageszeitung El País über den Verkauf des ehemaligen Kinos für vier Millionen US-Dollar an die Kirche "Dios es Amor". Aufgrund einer durch den Verkauf entstandenen öffentlichen Diskussion über die großen Pfingstgemeinden und Kirchen aber auch die großen Nichtregierungsorganisationen in Uruguay und deren Investitionen in Millionenhöhe, sieht sich die Regierung genötigt, ein Gesetz zur Offenlegung der Quellen und Konten auf den Weg zu bringen. Verschiedene Kirchen wie die  Dios es Amor und die "Iglesia Universal del Reino de Dios" werden der Geldwäsche beschuldigt.